# Pointe Molly Smith
Pointe Molly Smith är en udde i den nordvästra delen av Saint-Martin, cirka 4,3 kilometer norr om huvudorten Marigot.